# Tirà ornat
El tirà ornat (Myiotriccus ornatus) és un ocell de la família dels tirànids (Tyrannidae) i única espècie del gènere Myiotriccus.

## Hàbitat i distribució
Boscos clars dels vessants dels Andes, des de l'oest, nord i est de Colòmbia, cap al sud, a través de l'oest i est de l'Equador fins l'est i sud-est del Perú.

## Taxonomia
Alguns autors han considerat que es tracta en realitat de dues espècies:
- tirà ornat meridional[2] (Myiotriccus phoenicurus Sclater, PL, 1855). Del sud-est de Colòmbia i est del Perú.
- tirà ornat septentrional[3] (Myiotriccus ornatus sensu stricto). De Colòmbia central i occidental i oest de l'Equador.